# 장기하와 얼굴들
장기하와 얼굴들은 대한민국의 록 밴드이다.
2008년 3월 군대를 제대한 이후 장기하가 결성하였으며 당초에는 정중엽, 이민기, 김현호, 미미시스터즈로 구성되어 있었다. 2008년 5월 수공업 소형음반 형식으로 만든 《싸구려 커피》를 제작, 1만장 이상의 판매량을 기록한다. 여러 텔레비전 프로에 등장하여 대중들에게 그 독특한 콘셉트가 어필되었으며 여러 가지 방식으로 패러디도 되었다. 2009년 2월 정규 1집 《별일 없이 산다》를 발표, 《싸구려 커피》의 성과와 더불어 한국대중음악상에서 3관왕을 달성한다. 10월 미미시스터즈가 탈퇴하고 이종민과 하세가와 요헤이가 합류하였다
2009년 11월 1집 활동을 접고 휴지기에 들어갔으며, 2011년 6월 제2집 《장기하와 얼굴들》을 발표하였다. 이 앨범을 통하여 장기하와 얼굴들은 2012년 제9회 한국대중음악상 시상식에서 최우수 록 노래, 최우수 록 음반에서 수상하고, 올해의 음악인과 올해의 음반마저 차지하여 한국대중음악상 최초로 4관왕을 달성하였다. 2012년 1월에는 영화 《범죄와의 전쟁: 나쁜놈들 전성시대》의 주제가를 발표했다. 2013년 3월에는 현대카드와 손잡고 구매자가 자신의 마음대로 돈을 내고 싱글 〈좋다 말았네〉을 다운로드할 수 있게 하는 백지수표 프로젝트를 진행하였다.
2014년 10월 15일 정규 3집 《사람의 마음》을 발표. 2015년 2월 11일 디지털 싱글 〈새해 복〉을 각종 온라인 음원 사이트에 기습 공개. 2016년 6월 16일 정규 4집 《내 사랑에 노련한 사람이 어딨나요》를 발표. 2018년 10월 18일 리더 장기하는 SNS에 5집의 발표와 함께 밴드의 해산을 예고하였으며, 2018년 11월 1일 마지막 정규 앨범 《mono》가 발표되었다.

## 역사

### 즐 쁩 쁲 쁍《싸구려 커피》의 흥행
미미시스터즈의 경우 처음 컨셉을 떠올린 건 〈나를 받아줘〉 공연을 하면서다. 그 노래 가사에 상처받은 여성이 등장한다. 그 여자가 아주 크게 다쳐서 오히려 단단해진 이미지였으면 좋겠다고 생각했고 선글라스와 진한 빨간색의 립스틱 등을 떠올렸다.

인디 밴드 눈뜨고코베인에서 6년 동안 활동하던 리더 장기하가 군대 제대 이후 2008년 3월 정중엽, 이민기, 김현호, 미미시스터즈로 구성된 포크 록 밴드 장기하와 얼굴들을 결성했다. 장기하와 얼굴들이라는 밴드명은 홍대의 서태지와 아이들을 표방하여 악기 파트별로 가장 잘 생긴 사람들을 뽑아 만들었다는 설이 있었으나, 사실 아무 뜻도 없이 지었다고 장기하 본인이 밝혔다. 당시 미미시스터즈는 안무와 코러스를 맡고 무표정으로 흐느적거리는 춤을 추는 퍼포먼스를 선보였으며 신비주의 콘셉트를 잡았었다. 2008년 5월 '수공업 소형음반'이라는 형식으로 소속사 식구의 원룸에서 홈레코딩을 하고 사무실에서 직접 CD를 굽고 포장하여 《싸구려 커피》를 제작, 발표하였다.
2008년 8월 제10회 쌈지 사운드 페스티벌에서 숨은 고수 5팀 중 하나로 발탁되었다. 《이하나의 페퍼민트》 첫 회에 출연하여 〈싸구려 커피〉와 〈달이 차오른다, 가자〉 등 중독성 짙은 음악들이 대중들에게 크게 어필하였다. 인터넷에 뜬 공연 동영상에서 보여준 일명 촉수춤은 그를 스타로 만들어주었으며, 네티즌들이 만든 패러디도 수십가지였다. 장기하는 디시인사이드에서 장교주로까지 불리며, 일종의 필수요소가 되었다. 서울신문의 이은주 기자는 "대형 기획사 출신의 그늘에 치여 좀처럼 소개되지 못했던 언더그라운드 가수를 조명해 적잖은 반향"을 일으켰다 보도하였다. EBS 《스페이스 공감》 주최의 2008년 올해의 헬로루키에서는 특별상과 인기상을 수상했다. 이후 장기하는 인터뷰에서 2월 말 정식 앨범이 나옴을 발표하였다.

### 《별일 없이 산다》 발표와 휴식기

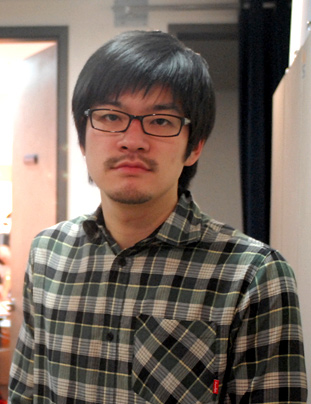
2009년 2월의 장기하.

2009년 2월 27일 정규 1집 《별일 없이 산다》를 발표하였다. 앨범 발표와 동시에 장기하와 얼굴들은 서울 홍대 상상마당에서 발매기념공연을 열어 500석을 매진시켰다. 같은 해 3월 12일 제6회 한국대중음악상 시상식에서 〈싸구려 커피〉로 올해의 노래상을 비롯하여 최우수 록 노래상, 네티즌 선정 올해의 남자 음악인까지 총 3관왕을 달성했다. 동월 16일 《스페이스 공감》에서 1집 수록곡이 최초로 방송에서 공개되었다. 익월 21일의 제33회 디지털 뮤직 어워드의 탐음매니아상에서 〈달이 차오른다, 가자〉로 수상하였다. 5월경에는 첫 단독공연 실황을 담은 DVD를 발매하였다. 구매자가 직접 케이스를 조립해야 하는 독특한 포맷이었다.
8월 28일에는 Mnet 20's Choice 시상식에서 핫 챌린지상을 수상. 9월 3일 제36회 한국방송대상 시상식에서 신인 가수상을 수상. 10월 기사에서 리쌍의 6집 앨범 《HEXAGONAL》에 참여했다는 보도가 있었다. 동년 11월 24일에서 29일까지는 "최근 문화아이콘으로 등장한 장기하와 얼굴들이 그들이 느낀 현대 사회의 단면들을"을 소재로 드라마 콘서트를 제작하여 공연하였다. 굳이 드라마 콘서트를 기획하게 된 것은 지금껏 너무 비슷한 레퍼토리로 공연을 해온지라 같은 레퍼토리로 공연하기가 무리가 있었기 때문이라 했으며, 이 드라마 콘서트 '정말 별일 없었는지'를 마치고서 1집 활동을 접게 되었다.
12월에는 11월 27일부터 20일간 진행된 벅스 뮤직 어워드의 올해의 인디음악 부문에서 1위를 차지했다. 동월 10일 제24회 골든디스크상에서 Rock상을 수상. 2010년 2월 23일 제22회 한국PD대상 출연자상 부문에서 출연자상 부문의 가수상을 소녀시대와 공동 수상. 동년 3월 30일 열린 한국대중음악상 시상식에서 리더 장기하는 올해의 노래상 시상자로서 무대에 올라 "2집 준비 기간이라 멤버들이 못 왔는데, 우리를 잊으셔도 좋다. 음반이 워낙 좋을 거니까"라며 2집에 대한 자신감을 내비쳤다. 3월 1일 싸이월드 디지털 뮤직어워드 2009에서 탐음매니아상을 수상. 2010년 5월 26일 초연된 MBC의 특집 드라마 《나는 별 일 없이 산다》를 통해 〈별일 없이 산다〉가 드라마 OST로 삽입되었다.
2010년 7월 weiv와 가진 인터뷰에서 2집이 포크 록이라기보다 그냥 록이 될 것이라고 하였다. 동월 31일 지산밸리 록 페스티벌 무대에 올랐다. 같은 해 10월 미미시스터즈의 탈퇴 소식을 전하며 "으로 미미시스터즈는 원래의 모습대로 장기하와 얼굴들의 일부가 아닌 독립적인 듀오로서 활동을 이어나가게 될 것"이라 했다. 미미시스터즈를 대신하여 스카밴드 킹스턴 루디스카에서 건반으로 활동한 이종민과 김창완 밴드의 하세가와 요헤이가 합류하였다. 동년 12월 24일 25일 양일간 토쿠마루 슈고와 국내에서 콘서트를 개최하였다.

### 《장기하와 얼굴들》의 대성공
2011년 1월 5월 기사에서 멤버 정중엽은 장기하와 얼굴들이 올해 4월쯤 앨범을 낸다고 언급하였다. 2011년 6월 9일 정규 2집 《장기하와 얼굴들》을 발표하였다. 장기하와 하세가와 료헤이가 프로듀싱을 맡았으며, 멤버들 모두가 편곡에 참여, 또한 녹음 역시 합주를 통해 한번에 이루어졌다. 장기하는 더블 타이틀곡인 〈TV를 봤네〉와 〈그렇고 그런 사이〉의 뮤직비디오를 직접 연출하기도 했다. 〈TV를 봤네〉가 먼저 공개되었는데 그 이유에 대해서는 〈그렇고 그런 사이〉가 좀더 자극적인 노래라 묻힐 것 같았기 때문이라 장기하는 밝혔다. 2집 발매 기념 콘서트는 6월 17일에서 19일까지 이화여자대학교 삼성홀에서 개최되었다. 2011년 12월 기사에 따르면 《장기하와 얼굴들》은 3만 장 이상의 판매량을 기록했다. 2012년 2월 29일 제9회 한국대중음악상 시상식에서 〈그렇고 그런 사이〉가 최우수 록 노래를 수상, 최우수 록 음반에서 《장기하와 얼굴들》이 수상하고, 올해의 음악인과 올해의 음반마저 장기하와 얼굴들이 차지하여 한국대중음악상 최초로 4관왕을 달성하였다.
2012년 1월 13일 영화 《범죄와의 전쟁: 나쁜놈들 전성시대》의 주제곡으로 사용된 〈범죄와의 전쟁: 나쁜놈들 전성시대 OST〉을 발표하였다. 뮤직비디오에는 멤버들이 실제로 곡을 녹음하는 장면이 담겼으며, 2집과 마찬가지로 모든 멤버들의 합주로 녹음이 진행되었다. 장기하와 얼굴들은 "영화를 통해서 처음 알게 된 함중아와 양키스 선배님의 ‘풍문으로 들었소’를 들은 순간, 우리 밴드와 너무나도 잘 맞는 곡이어서 무조건 해야 한다고 생각을 했다."고 노래를 선택한 이유를 말했다.

### 《사람의 마음》

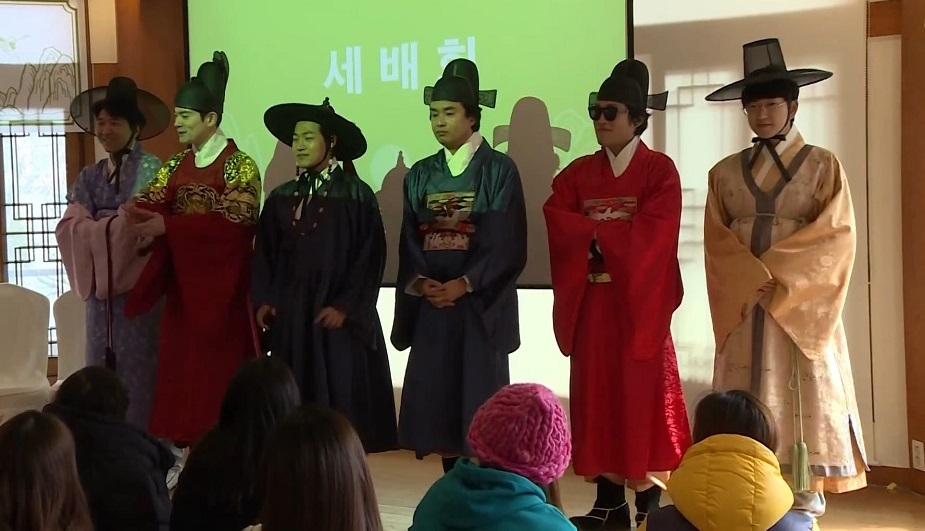
2015년 오프라인 이벤트 '세배회'에서.

2013년 3월 28일 현대카드 본사에서 '장기하와 얼굴들 X 현대카드 뮤직 백지수표 프로젝트'에 참여하여 백지수표 프로젝트를 발표하였다. 29일 발표되는 싱글 〈좋다 말았네〉의 구매자는 자신의 원하는 가격을 내고 싱글을 다운로드할 수 있었다. "합리적 음원 가격에 대해 소비자의 입장에서 생각보자는 의미"로 기획하게 되었다고 한다. 2013년 12월 30일, 31일 양일간 올림픽공원 내 올림픽홀에서 '내년에는 꼭 3집 내겠습니다'라는 타이틀의 연말 콘서트를 개최하였다. 이 콘서트에서 3집의 수록곡 중 일부를 선공개하였다. 2014년 8월 장기하가 전인권의 '2막 1장' 사회자로 나선 가운데 전인권이 수록곡 중 하나를 미리 알렸다.
2014년 10월 15일 정규 3집 《사람의 마음》을 발표하였다. 리더 장기하가 전곡을 작사작곡하였고 멤버들이 모두 편곡에 참여했다. 하세가와 요헤이는 지난 앨범보다 멤버들의 의견이 더 많이 반영되었다 했으며, 소리를 빼는 것에 중점을 두었다고 하였다. 앨범의 발매 기간이 늘어진 것은 록 밴드이기 때문에 활동 기간이 길 수밖에 없고 음악 외적인 활동이 있었던 것도 요인이라고 장기하는 말했다. "시운드적으로 전작들보다 좀 더 단순하고 로큰롤의 기본에 충실한 곡을 만들려고 노력했다"고도. 장기하와 얼굴들은 앨범 발매를 기념하여 10월 23일부터 서울을 시작으로, 대전, 대구, 전주, 부산을 순회하는 전국 투어를 열었다.
2015년 2월 11일 디지털 싱글 〈새해 복〉을 각종 온라인 음원 사이트에 기습 공개하였다. 소속사에 따르면 장기하가 "새해 복...만으로는 안돼!"라는 말을 떠올린 후, 이 말에 영감을 받아 만든 노래. 멤버들이 각자 휴가도 반납하고 만든 노래라고 한다. 장기하가 연출한 뮤직비디오도 공개되었다. 2015년 11월 13일부터 한국의 9개 도시와 일본의 도쿄를 비롯하여 총 10개 도시에서 순연을 도는 '날로 먹는 장얼'을 개최하였다. 순연이 끝나면 서울로 돌아와 12월 12일, 13일 양일간 연말 콘서트 '계속해보겠습니다'를 진행.

### 《내 사랑에 노련한 사람이 어딨나요》
2016년 5월 9일 결성 8주년 기념 공연 '장하다생일얼'을 개최. 2016년 6월 16일 정규 4집 《내 사랑에 노련한 사람이 어딨나요》를 발표하였다. 장기하는 1, 2집 때는 사랑을 대놓고 말한다는 것이 부끄러웠으나 3장의 앨범을 발표하면서 장기하와 얼굴들만의 사랑 노래를 할 수 있을 것 같아 앨범 전체가 사랑이라는 테마가 되지 않았나 싶다고 했다. 또한 아이유와의 공개연애 대한 관련성은 부정했다. 뮤직비디오는 〈ㅋ〉를 이전처럼 장기하가, 〈빠지기는 빠지더라〉를 최초로 외부 감독을 영입하여 만들었다. 동월 17일 장기하와 얼굴들이 출연한 《유희열의 스케치북》이 방송, 같은 날 8시 40분 여의도 모처에서 '스타가 찾아가는 라이브 RUN TO YOU'를 통한 버스킹을 진행하였다.
2016년 장기하의 "작은 곳에서 가깝게 공연을 하면 하는 사람도, 보는 사람도 재미있는데 뭘 위해 규모를 키우나?" 하는 콘셉트로 하반기 투어 '날로 먹는 장얼 제2탄 날로 먹는 내사노사 투어'가 진행, 부산(10월 29일)을 시작으로, 광주(11월 4일~5일), 춘천(11월 12일), 대전(11월 19일), 서울(12월 9일~11일)에서 열렸다. 2017년 제26회 서울가요대상에서 밴드상에서 수상하였다. 같은 해 7월 22일, 23일 양일에 걸쳐 팬미팅 형식의 단독공연 '장얼+294=300'을 개최하였다. 2008년 이래 9년 만에 진행하는 팬미팅이다. 9월 V앱 라이브를 통해 태국의 록 밴드 슬롯머신과의 콜라보레이션 'Spin The Faces : 슬롯머신X장기하와 얼굴들'을 앞두고 태국 요리를 만들게 되었다. 12월 2일 같은 해 마지막 단독공연 '장기하와 얼굴들 TOP 20'을 현대카드 UNDERSTAGE에서 개최하였다. 이번 공연은 예매 관객들의 설문을 통하여 관객들이 추천한 상위 20곡으로 세트리스트를 구성하였다.

### 《mono》 발표와 해산

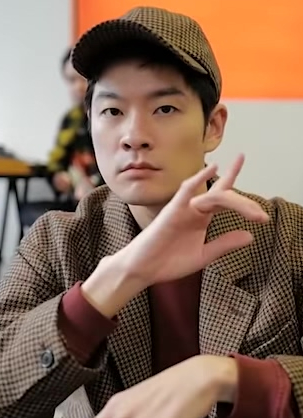
2018년 11월의 장기하.

2018년 5집 발표를 앞두고 9월 10일에서 11월 중순까지 초소극장 장기공연을 통해 5집을 먼저 선보였다. EDM 장르에서 익숙한 사일런트 디스코 방식을 차용, 밴드 최초의 고막 라이브를 진행한다 한다. 관객은 서른 명 정도로 제한된다. 2018년 10월 18일 리더 장기하는 SNS에 "곧 발매될 5집은 장기하와 얼굴들의 마지막 앨범이 될 겁니다 (...) 2019년의 첫날을 기점으로, 저희 여섯 명은 각자의 길을 가게 됩니다." 하며 장기하와 얼굴들의 해산을 예고하였다.
2018년 11월 1일 마지막 정규 앨범 《mono》가 발표되었다. 같은 날 서울 여의도동에 위치한 위워크에서 마지막 앨범 《mono》의 음감회를 열었다. 장기하는 이날 6집이 이보다 더 좋을 수 없다고 생각, 그렇다면 이렇게 음악적으로 정점일 때 해산하는 것이 가장 좋은 타이밍이라고 생각했다고 하였다. 《mono》는 혼자를 키워드로 쓰인 곡들로 구성된 앨범이며 타이틀곡은 〈그건 니 생각이고〉. 총 9곡. 수록곡 중 〈초심〉은 10월 25일 뮤직비디오로 공개되었으며 《범죄와의 전쟁》 OST로 인연을 맺은 윤종빈 감독이 연출을 맡았다. 동년 12월 27일 《스페이스 공감》에서 고별 무대를 열었다. 장기하는 인터뷰에서 "10년간 이 프로그램과 함께 해왔다는 것 자체가 자랑스럽다"고 소감을 말했다. 동월 29일부터 31일부터 연세대학교 백주년기념관에서 열린 총 3회의 공연 '장기하와얼굴들 마지막 공연-마무리: 별일 없이 산다'가 해산 전의 마지막 콘서트.

### 해산 이후
리더 장기하는 마지막 콘서트를 종료한 후 자신의 진로를 고민하고자 해외 여행을 떠났다.
하세가와 요헤이는 서울 시내 유명 클럽이나 바, 펍 등에서 시티팝 등 다양한 음악을 소개하는 DJ로 큰 인기를 끌고 있다. 이민기는 아마도 이자람 밴드에 속해 있으며, 이종민은 자신의 이름을 딴 이종민 더 배드보이와 노선택과 소울소’라는 팀에 동시에 속해 있다. 베이시스트 정중엽 역시 이종민 더 배드보이 팀 소속.
정중엽은 이날치에 합류하게 되었다.

## 음악 스타일

### 영향
리더 장기하는 초기에 H.O.T., 서태지와 아이들, 패닉, 크리스 크로스의 영향을 받았다. 서태지에 대해서는 "어린 시절 서태지를 좋아했다. 누구나 그랬듯 나의 우상이었다"고 밝혔다. 또한 "첫 자작곡은 초등학교 6학년 때 만들었다"면서 당시 힙합 듀오 크리스 크로스의 음악에 심취해있어 "랩 음악이었다"고 말했다.
대학 재학 시절부터는 산울림, 송골매, 배철수, 황병기의 영향을 받았다. 그는 "70~80년대 음악을 좋아하는데, 음악적으론 산울림에게 가장 많은 영향을 받았다."고 말했다. 또한 “같은 세대는 아니지만 송골매와 산울림은 거의 제 머리 속에서 2개의 기둥 같은 존재"라고 말했다. 배철수에 대해서는 “개인적으로 한국어로 노래하는 분들 중에 가장 좋아하는 분”이라면서 “한국어에 가장 적합한 방식으로 노래를 하셨다. 한국어 자체가 가진 운율을 굉장히 잘 살렸다. 가사를 멜로디에 끼워 맞추지도 않았다. 그런 점들을 배우고 싶다”고 말했다.
대중음악 평론가 차우진은 "장기하의 음악적 뿌리는 70년대의 한국 록과 포크다. 〈싸구려 커피〉를 비롯해 〈느리게 걷자〉, 〈정말 없었는지〉 등을 들으면서 신중현과 엽전들을 비롯해 4월과 5월, 송골매와 산울림의 흔적을 발견하는 건 그리 어려운 게 아니다."라고 했다.

### 창법과 가사
장기하는 가사를 마치 랩처럼 읊조리는 새로운 형식의 포크 음악을 선보였다. 시사IN의 이오성 기자는 "언뜻 1970~1980년대 포크 가요를 떠올리게 하는 그의 창법에는 표현하기 힘든 매력이 있다."고 평했다. 원성윤 기자는 "무표정한 음유시인 장기하의 얼굴과 중얼거리는 듯 한 노래는 세상을 관조하던 옛 선비가 읊어대는 시조 한 자락과 닮아있다."며 '국악’적 요소가 숨겨져 있다고 평했다.
누구나 한번쯤은 겪어봤을 듯한 가사는 대부분 장기하의 경험에서 나왔다. "콜라를 마셨을 때 담배꽁초가 들어있었다."는 내용의 가사도 실제 그의 경험에서 나온 것이다. 장기하는 《시사매거진 2580》과의 인터뷰에서 "평소에 이야기를 할 때 그 속에 있는 억양이나 발음의 장단을 반영시켜서 가사를 만들 수 있을까 생각한다"고 했다. 2009년 3월에 가진 팬미팅에서는 "현학적인 말 쓰는 걸 원래 좋아하지 않는다 (...) 일상적인 말로 가사를 쓴다. 내 음악이 짜임새가 있었으면 하지만, 난해하거나 위압감은 없었으면 한다."고 했다. 《황순유의 해피타임 907》과의 인터뷰에서는 "운율을 무시하고 멜로디에 짜 맞춘 가사는 어색하다. 그래서 운율을 많이 살려서 노래를 하려고 하고, 싸구려 커피의 랩은 그것을 극대화 한 것이다"라고 했다.
대중음악 평론가 이대화는 그룹이 화제로 떠오른 이유로 가사를 꼽았다. 가수 윤종신은 MBC 《음악 여행 라라라》에서 "장기하의 가사가 가히 문학이라고 할 수 있을 정도로 멋지다"고 극찬했다. 대중음악 평론가 김작가는 "동네 실업자 아저씨가 내뱉는 넋두리 같은 가사들은 한국 대중음악에서 사라졌던 해학을 되살린다"며 "세밀하고 기발한 묘사에 무릎을 치고 쓴웃음을 짓게 된다"고 평했다. 대중음악 평론가 차우진은 "한국어 노랫말과 70년대 사운드에 대한 계승을 진지하게 고민하는 밴드다."라고 호평했다.

### 안무
장기하는 2008년 일명 '촉수춤'이라 불리는 춤을 추며 독특한 음악을 연주하는 UCC 스타로 떠올랐다. 네티즌들이 붙여준 이름인 촉수춤은 장기하와 얼굴들에서 코러스와 안무를 맡고 있는 미미 시스터즈와 장기하의 합작으로 만들어졌다. 안무의 한 예로 〈달이 차오른다, 가자〉에서는, 장기하가 ‘달이 차오른다~ 가자’를 부르기 시작하면 양옆의 키치적 댄서인 미미 시스터즈가 무표정하게 몸을 움직이기 시작하는 것이다. 장기하는 "어떻게 하면 가사를 더욱 잘 전달할 수 있을까" 고민한 끝에 이런 안무를 만들게 됐다."고 했다. 스포츠경향은 "안무가 시청자에게 중독성"을 가지게 했다고 보도했다. 송준호 기자는 "황당하고 어이없으면서도 피식피식 미소가 번지게 했던 그 옛날의 허무개그와도 맥이 닿아 있다."고 평했다. 2011년 《엘라서울》과의 인터뷰에서 그는 "1집 때는 퍼포먼스를 엄청 중시했었는데 이젠 좀 식상하게 느껴지는 부분도 있고…. 작년 지산 공연부터 저희가 주력하는 게 특별한 퍼포먼스 없이 재미있는 공연을 만드는 거예요."라며 안무에 중점을 두지 않겠다고 말했다.

## 이전 구성원
- 장기하 - 보컬, 기타
- 하세가와 요헤이 - 기타
- 이민기 - 기타
- 정중엽 - 베이스 기타
- 이종민 - 키보드
- 전일준 - 드럼
- 미미 시스터즈 - 춤, 코러스
- 김현호[97] - 드럼

## 음반 목록

### 정규 음반
- 《별일 없이 산다》 - 2009년 2월 27일
- 《장기하와 얼굴들》 - 2011년 6월 9일
- 《사람의 마음》 - 2014년 10월 15일
- 《내 사랑에 노련한 사람이 어딨나요》 - 2016년 6월 16일
- 《mono》 - 2018년 11월 1일

### 싱글 음반
- 데뷔 싱글 《싸구려 커피》- 2008년 5월 10일
- 〈풍문으로 들었소〉 - 2012년 1월 13일, 영화 《범죄와의 전쟁: 나쁜놈들 전성시대》의 OST
- 싱글 〈좋다 말았네〉 - 2013년 3월 29일[98]
원하는 금액을 입력 후 지불, 다운로드하는 ‘백지수표 프로젝트’의 일환으로 나온 싱글이다.[99]
- 〈새해 복〉- 2015년 2월 11일[100]

### 참여 작품
- 장기하와 얼굴들 공연실황 DVD[101]
- 리쌍 《HEXAGONAL》 (2009년)
  - 〈우리 지금 만나〉
- 붕가붕가레코드 2010 추석 맞이 특별 컴필레이션 음반 《더도 말고 한가위만 같아라》[102]
- 《REBORN 산울림》 (2012년)
〈조금만 기다려요〉

## 수상
| 연도   | 시상식                          | 시상 부문                                   | 후보작/후보자        | 결과 |
| ------ | ------------------------------- | ------------------------------------------- | -------------------- | ---- |
| 2009년 | 한국대중음악상                  | 네티즌이 뽑은 올해의 음악인 - 남자 아티스트 | 장기하와 얼굴들      | 수상 |
| 2009년 | 한국대중음악상                  | 최우수 록상                                 | 〈싸구려 커피〉      | 수상 |
| 2009년 | 한국대중음악상                  | 올해의 노래상                               | 〈싸구려 커피〉      | 수상 |
| 2009년 | 제36회 한국방송대상             | 개인상부문 신인가수상                       | 장기하와 얼굴들      | 수상 |
| 2009년 | 골든 디스크                     | Rock상                                      | 장기하와 얼굴들      | 수상 |
| 2010년 | 싸이월드 디지털 뮤직어워드 2009 | 탐음매니아 상                               | 장기하와 얼굴들      | 수상 |
| 2010년 | 제22회 한국PD대상               | 가수 부문 출연자상                          | 장기하와 얼굴들      | 수상 |
| 2012년 | 한국대중음악상                  | 올해의 음반상                               | 《장기하와 얼굴들》  | 수상 |
| 2012년 | 한국대중음악상                  | 올해의 음악인상                             | 장기하와 얼굴들      | 수상 |
| 2012년 | 한국대중음악상                  | 최우수 록 음반상                            | 《장기하와 얼굴들》  | 수상 |
| 2012년 | 한국대중음악상                  | 최우수 록 노래상                            | 〈그렇고 그런 사이〉 | 수상 |
| 2012년 | 대중문화예술상                  | 문화체육관광부 장관표창                     | 장기하와 얼굴들      | 수상 |